# Westerland (Noord-Holland)
Westerland is een dorp in de gemeente Hollands Kroon in de provincie Noord-Holland.

## Geschiedenis
Westerland ligt in het westen van het voormalige eiland Wieringen; het is ook het meest westelijke dorp. Bij het dorp ligt het hoogste punt van Wieringen, zo'n 13 meter boven NAP. Het dorp is langzaam ontstaan door langgerekte lintvormbebouwing op en tegen de stuwwallen, die zijn overgebleven na de voorlaatste ijstijd. Het is ook een van de oudere woonkernen van oorsprong in Wieringen. In 1840 kende het dorp ongeveer 200 inwoners. In 1998 was dat 767 en in 2005 rond de 730 inwoners.
Het gedeelte van Westerland ten westen van de kerk stond in vroeger tijden bekend als 't Skrale End, omdat het een nogal armoedige buurt was. De naam bestaat nog, maar het is tegenwoordig een zeer gewild woongebied, met een prachtig uitzicht over de lager gelegen akkers en weilanden.

## Bezienswaardigheden
Aan het westelijke begin van het dorp ligt de villa Waterkeer. Deze villa was gebouwd als tijdelijk onderkomen voor Cornelis Lely. De initiatiefnemer van de Zuiderzeewerken heeft er weinig van kunnen genieten, want hij stierf korte tijd na de bouw van de villa. De villa bleef na voltooiing van de grote Afsluitdijk staan en is een tijd lang in gebruik geweest als pension. Iets verderop staat de kerk van het dorp, officieel heet de kerk de Nicolaaskerk, maar de kerk wordt ook de Westerlanderkerk genoemd. De toren van de kerk dateert uit de 15e eeuw. Het schip van kerk is in het begin van de 19e eeuw herbouwd, nadat de originele kerk te bouwvallig was geworden. Er stond al een kerk in het dorp in de 12e eeuw of 13e eeuw, maar een duidelijk bewijs voor de datering is er niet.
In het noordnoordwesten staat nabij het viaduct het monument ter nagedachtenis aan de slachtoffers van de Tweede Wereldoorlog. In het zuidzuidwesten ligt het Amstelmeer en daar ligt het strand van het meer, het Lutjestrand. De naam is afgeleid van het feit dat het strand niet al te groot is, "lutje" betekent "klein". Het kent ook een soort van strandpaviljoen, Lutje Beachclub. Verder ligt er ook nog een groot appartementencomplex genaamd Aemstelsigt.